# سكن ثانوي

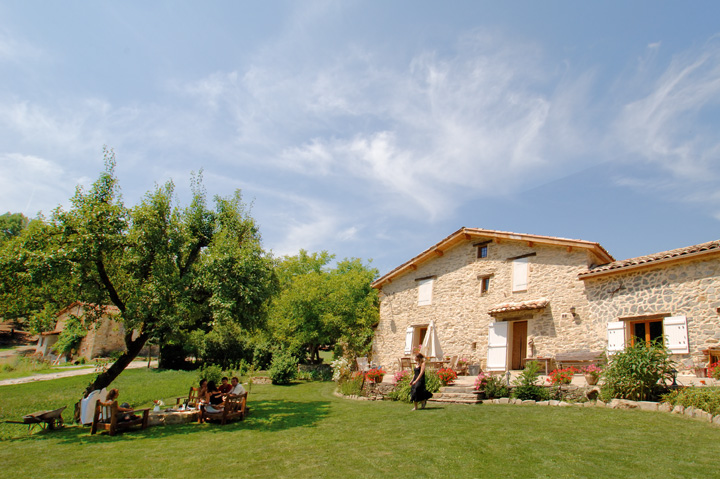
مسكن ثانوي

بيت الاستجمام أو المسكن السياحي أو السكن الثانوي هو مسكن يستخدم بصفة خاصة منزلًا لقضاء العطلات لفترات قصيرة فقط خلال السنة مثل (الأعياد، عطلات نهاية الأسبوع) حيث يتميز عن السكن الرئيسي الذي يعد المسكن المعتاد والدائم للأسرة.